# Reserva nacional natural Nukak
La Reserva nacional natural Nukak es una enorme área protegida de la amazonía colombiana. Consiste en una amplia planicie atravesada de sur a norte por un conjunto de mesetas y cerros de baja altitud llamados tepuyes, que son los últimos remansos del Escudo de Guayana hacia el oeste. Considerada como única en su tipo por contener gran variedad de ecosistemas, es refugio de los últimos nómadas de la selva, los Nukak. Su superficie hace parte del departamento del Guaviare.

## Generalidades

### Descripción
La Reserva nacional natural Nukak toma su nombre de la tribu aborigen de la selva amazónica que actualmente habita la reserva. Se caracterizan por ser unos de los pocos aborígenes del mundo que todavía son recolectores-cazadores. Los Makú, otro grupo de la etnia, son también un grupo mayoritario dentro de la región.
En casi toda su extensión la reserva es una planicie inundable dominada por el río Inírida, donde la mayoría de la vegetación es selva de inundación. También se observan algunas propiedades de sabana, más propia de los llanos, debido principalmente a la cercanía con las llanuras de la orinoquía colombiana y de algunos tepuyes e inselbergs de la Sierra de Tunahí, que se alzan imponentes sobre el área circundante.

### Ubicación
Nukak se encuentra entre 1° 26' 56" y 2° 23' 58" Norte y entre 70° 46' 13" y 72° 12' 45" Oeste, incluida en su totalidad dentro del departamento del Guaviare, en jurisdicción de los municipios de El Retorno y Miraflores.
La reserva tiene forma triangular, siendo sus límites conformados al norte por el río Inírida (que tiene su nacimiento en Tunahí), al oriente por los caños Bocatí, Aceite y el río Papunaua, y finalmente al occidente por los ríos Guacarú e Inírida.

### Clima
Por ubicarse en la zona tórrida y a una altitud promedio de 200 m s. n. m., el clima de la región es de tipo tropical húmedo, lo que origina grandes cantidades de lluvias casi todo el año (de 3000 a 3600 mm anuales), presentándose igualmente una temporada de sequía que va de diciembre a febrero. Debido a estas circunstancias la temperatura del lugar es alta, oscilando entre los 24 y los 27° diarios.

### Geología
Nukak se compone de 2 grandes grupos de paisajes, originados ante todo por la erosión, la meteorización y la sedimentación causados por los ríos y las lluvias. Estos paisajes son las llanuras aluviales y las serranías. Estos paisajes se diferencian entre sí no solo en su suelo sino también en su ecología, pareciéndose más a la encontrada en la Sierra de Chiribiquete que a la de la Serranía de Caranacoa.
Los suelos de Nukak son arcillosos, siendo en consecuencia más fértiles que los de los alrededores, debido a la alta sedimentación de los ríos de la región y a su escaso caudal.

### Hidrografía
La reserva hace parte de 2 cuencas: la del río Inírida, que desemboca en el Orinoco, y la del río Vaupés, que desemboca en el Negro. En la reserva se encuentran muchas cabeceras de ríos y caños que son afluentes de éstos, por lo cual la navegabilidad en la zona es limitada. Debido a la alta pluviosidad (unos 3000 a 3500 mm por año) y la baja altura de la región, amplias zonas se inundan originando lagunas temporales, en tanto en la temporada seca el caudal de los ríos se ve ampliamente disminuido.

## Vida silvestre

### Vegetación y flora
Se han encontrado unas 628 especies de plantas, agrupadas en más de 223 géneros y 102 familias. Debido a la cercanía con los llanos orientales y al escudo guayanés, se caracteriza por una alta dominancia de bosques selváticos en la parte sur, mientras en la parte norte predomina más la vida arbustiva.
La reserva Nukak posee una gran diversidad de flora, propios en su gran mayoría de la amazonía. Los elementos florísticos y vegetales más destacados son los siguientes:
- Acanthella.
- Bromelia.
- Cacao (Theobroma cacao).
- Caraño (Protium asperum).
- Clusia.
- Clidemia.
- Drosera.
- Euphorbia.
- Palmito asahí).
- Guanandi (Calophyllum brasiliense).
- Guiaporé (Renealmia alpina).
- Hebepetalum.
- Palma kuipí (Parascheela anchistropelata).
- Palma de la Guayana (Arecaceae).
- Palma cumare (Astrocaryum aculeatum).
- Plantas compuestas Asteraceae).
- Rapateaceae.
- Rubiaceae.
- Theaceae.
- Vellozia.
- Xyridaceae.

|           |
| Vellozia. |

|         |
| Clusia. |

|          |
| Drosera. |

|        |
| Cacao. |

|           |
| Bromelia. |

|              |
| Rapateaceae. |

### Fauna
El parque posee gran variedad de animales salvajes, consistente en especies de aves, mamíferos, peces e insectos. Entre ellos se destacan los siguientes:
Aves:
- Guacamaya bandera (Ara macao).
- Guala colorada (Cathartes aura).
- Hormiguero bicolor (Gymnopithys leucaspis).
- Paujil culiblanco (Crax alector).
- Pava amazónica (Penelope jacquacu).
- Pavito de agua (Eurypyga helias).
- Picaflor( Trochilidae).
- Pájaros insectívoros (Tyrannidae).
- Sucurúa (Trogonidae).
- Trepatronco (Dendrocolaptidae).
- Urraca (Cyanocorax).

Mamíferos:
- Armadillo (Dasypodidae).
- Agutí negro (Dasyprocta fuliginosa).
- Ardillas enanas (Microsciurus).
- Casiragua (Proechimys).
- Chigüiro (Hydrochoerus hydrochaeris).
- Coatí (Nasua).
- Danta (Tapirus).
- Jaguar (Panthera onca).
- Marmota (Marmosops).
- Murciélago (Chiroptera).
- Oso hormiguero (Tamandua).
- Tití amazónico (Callitrichinae).
- Tigrillo (Leopardus tigrinus).
- Venado colorado (Mazama americana).
- Yupatí (Metachirus).
- Zarigüeya (Marmosa).

Peces:
- Bagre.
- Bocachico.
- Burra.
- Capaz.
- Guacarú.
- Nicuro.
- Palometa.
- Piraña blanca.
- Raya.
- Rayado.
- Yamú negro.

Otros:
- Escarabajo del estiércol (Coleoptera).
- Hormiga (Formicidae).
- Serpiente falsa coral (Anilius scytale).
- Tortuga terecay (Podocnemis unifilis).
- Rana venenosa (Anura).

|                     |
| Hormiguero bicolor. |

|            |
| Zarigüeya. |

|                    |
| Paujil culiblanco. |

|                |
| Rana venenosa. |

|                    |
| Guacamaya bandera. |

|           |
| Tigrillo. |